# 黄齿刺蛛
黄齿刺蛛（学名：Bolyphantes luteolus）为皿蛛科齿刺蛛属的动物。分布于欧洲、俄罗斯、以及中国大陆的新疆等地。